# Tokio Kanō
Tokio Kanō (加納 時男, Kanō Tokio, 5 janvier 1935 à Chūō-ku (Tokyo) – 17 janvier 2017) était un membre japonais de la Chambre des conseillers.

## Biographie
Tokio Kanō était également membre du parlement japonais et membre du Parti libéral-démocrate. Originaire de Tokyo et diplômé de l'université de Tokyo et de l'université Keiō, il a été élu pour la première fois en 1998 à la Chambre des conseillers.
Il est mort le 17 janvier 2017 à l'âge de 82 ans.